# Cyril Mango
Cyril Alexander Mango (Istambul, 14 de abril de 1928 - 8 de fevereiro de 2021) foi um estudioso britânico de história, arte e arquitetura do Império Bizantino. 

## Carreira
Foi um antigo professor de língua e literatura grega bizantina e moderna do King's College e da Universidade de Oxford. É irmão de Andrew Mango. Um de seus principais trabalhos, Os Mosaicos de Santa Sofia em Istambul (1962), detalha a história dos mosaicos de Santa Sofia.

## Morte
Morreu em 8 de fevereiro de 2021, aos 92 anos.